# Phosphure de bore
Le phosphure de bore, ou monophosphure de bore (pour le distinguer du sous-phosphure B12P2), est un composé inorganique du phosphore et du bore, de formule chimique BP. Les cristaux, de structure blende, sont des semi-conducteurs III-V avec un gap d'environ 2,1 eV. Le phosphure de bore a été synthétisé en 1891,.

## Synthèse
Le phosphure de bore peut être synthétisé à partir de ses éléments, à 1 200 °C et 20 kbar. Des monocristaux peuvent être ainsi obtenus et aussi à partir de mélanges bore, phosphore et oxyde de bore ou bore et phosphate de bore ou encore bore et pentoxyde de phosphore, P4O10.

## Propriétés
Le phosphure de bore pur est transparent tandis que dopé, les cristaux de type n sont rouge-orangé et ceux de type p sont rouge foncé.
Il n'est pas attaqué par les acides ou des solutions aqueuses bouillantes de bases. Ainsi, aucun agent de gravure connu ne l'attaque. En revanche, il est dissous par les hydroxydes de métal alcalin en fusion.

## Utilisations
Le phosphure de bore est utilisé, entre autres, en tant que matériau dans des diodes électroluminescentes (LED) particulières. Son utilisation est envisagée comme protection balistique (projet CAPBAB du ministère des armées), en remplacement du carbure de bore utilisé pour protéger les véhicules blindés, car plus léger (gilets pare-balles) pour une résistance équivalente (entre entre 30 et 40 GPa).